# 各年のモナコの一覧

モナコの国旗

各年のモナコの一覧（かくねんのモナコのいちらん）は、モナコの各年ごとの記事の一覧。この一覧ではモナコの各年ごとの記事の他、各世紀と各年代、モナコの各分野における各年ごとの記事についても取り扱う。

## 各年の一覧

### 20世紀
- 1990年代
  - 1998年のモナコ（英語版） 1999年のモナコ（英語版）
- 2000年代
  - 2000年のモナコ（英語版）

### 21世紀
- 2000年代
  - 2001年のモナコ（英語版） 2002年のモナコ（英語版） 2003年のモナコ（英語版） 2004年のモナコ（英語版）
  - 2005年のモナコ（英語版） 2006年のモナコ（英語版） 2007年のモナコ（英語版） 2008年のモナコ（英語版） 2009年のモナコ（英語版）
- 2010年代
  - 2010年のモナコ（英語版） 2011年のモナコ（英語版） 2012年のモナコ（英語版） 2013年のモナコ（英語版） 2014年のモナコ（英語版）
  - 2015年のモナコ（英語版） 2016年のモナコ（英語版） 2017年のモナコ（英語版）
- 2020年代
  - 2020年のモナコ（英語版）